# Збігнев Тенчинський
Збіґнев Тенчинський, або Збігнев Тенчинський (пол. Zbigniew Tęczyński, пом. 1498) — польський шляхтич, урядник Королівства Польського.

## Життєпис
Другий син краківського каштеляна Яна Тенчинського та його дружини Барбари/
Мав посади: сандомирський підстолій, краківський підкоморій, староста каліський, мальборкський (1485—1495), львівський (1497—1498), краківський мечник, сандомирський стольник.

### Родина
Дружина: із Сухожевських — за відомостями о. Каспера Несецького ТІ або Катажина з Плешева, шлюб після 1487 року. Діти:
- Ян (пом. 1532) — підкоморій краківський, Граф Священної Римської імперії з 1527 р.,
- Анджей (пом. 1536) — белзький, холмський, теребовлянський, сокальський, ратненський староста, Граф Священної Римської імперії з 1527 р.,
- Анна — дружина князя Міколая ІІІ Раціборського, іновроцлавського воєводи Яна Косьцєлєцького[2].